# Густав Кафка
Густав Кафка (нім. Gustav Kafka; 23 липня 1883 — 12 лютого 1953) — австрійський психолог і філософ, католицький діяч.

## Біографія
Густав Кафка народився 23 липня 1883 в Відні. Виховувався у прийомних батьків в місті Брно (більш рання назва — Брюнн).
Густав Кафка вчився у Відні, Геттінгені (у Герда Мюллера і Едмунда Гуссерля), Лейпцигу (у Т. Ліппса) і Мюнхені. Працював асистентом у Т. Ліппса та Е. Бехера. Під керівництвом Вільгельма Вундта писав докторську дисертацію.
З 1910 року Густав Кафка — приват-доцент філософії, а з 1915 — професор.
В роки військової служби (1914—1918) Кафка організував психотехнічну службу для австрійської армії. Після служби викладає в Мюнхенському університеті (катедра прикладної психології). З 1923 року Г. Кафка — професор філософії та педагогіки Дрезденської вищої технічної школи. З 1929 по 1933 рік — член правління німецького товариства психологів. Під час війни емігрував. З 1947 році керує катедрою філософії і психології в Вюрцбургському університеті, з 1950 по 1951 рік — декан факультету, після чого Кафка йде у відставку.
Густав Кафка відомий також як редактор тридцяти шести томів історії філософії і психології. Коло психологічних досліджень Кафки було досить широке: поведінка тварин, психологія експресивних реакцій, спілкування, мови, мистецтва, професійного становлення, життєвих вікових груп, юридична психологія, парапсихологія. Також Густав Кафка дав типологію базових афектів. Крім того, Кафка складався в різних товариствах: в Кантівському товаристві, в німецькому зоологічному товаристві і в товаристві експериментальної психології. Також очолював німецьке товариство психологів в 1948 році.